# Gaspard Maksud
Gaspard Maksud (5 de mayo de 1993) es un jinete francés que compite en la modalidad de concurso completo. Ganó una medalla de bronce en el Campeonato Europeo de Concurso Completo de 2023, en la prueba por equipos.

## Palmarés internacional
| Campeonato Europeo | Campeonato Europeo        | Campeonato Europeo | Campeonato Europeo |
| Año                | Lugar                     | Medalla            | Categoría          |
| ------------------ | ------------------------- | ------------------ | ------------------ |
| 2023               | Le Pin-au-Haras (Francia) | Medalla de bronce  | Por equipos        |